# Isodaemon sirona
Isodaemon sirona är en insektsart som beskrevs av Ronald Gordon Fennah 1969. Isodaemon sirona ingår i släktet Isodaemon och familjen vedstritar. Inga underarter finns listade i Catalogue of Life.